# سولز (مجموعه بازی)
سولز (به ژاپنی: ソウル, Sōru) عنوان یک مجموعه بازی ویدئویی در سبک نقش‌آفرینی اکشن است که توسط شرکت ژاپنی فرام سافتور ساخته شده‌است. این مجموعه در سال ۲۰۰۹ با عنوان ارواح شیطانی بر روی کنسول پلی‌استیشن ۳ راه‌اندازی شد، و در دهه ۲۰۱۰ (میلادی) با دارک سولز، و دنباله‌های آن شامل دارک سولز ۲ و دارک سولز ۳ ادامه پیدا کرد. خالق این سری بازی هیده‌تاکا میازاکی، کارگردانی تمامی نسخه‌های این مجموعه به غیر از دارک سولز ۲ را بر عهده داشته است.
بازی‌های این سری از زاویه دید سوم شخص دنبال می‌شوند و بر روی اکتشاف در محیط‌های به هم پیوسته تمرکز دارد، در حالی که از طرف دیگر توسط سلاح و جادو باید با دشمنان به مبارزه پرداخت. بازیکنان برای پیشروی در خط داستان باید با غول آخرها مبارزه کنند، در حالی که با شخصیت‌های غیرقابل‌بازی نیز تعامل می‌کنند. این مجموعه به دلیل داشتن سطح بالای دشواری هم مورد ستایش و هم انتقاد قرار گرفته است. دیگر عناوین شرکت فرام سافتور از جمله کینگز فیلد، بلادبورن، سکیرو: سایه‌ها دو بار می‌میرند و الدن رینگ مفاهیم مرتبط با یکدیگر را به اشتراک می‌گذارند. تا سال ۲۰۲۰، این مجموعه بیش از ۲۷ میلیون نسخه به فروش رسانده است.